# Шапюи, Грегуар-Жозеф

Памятник Грегуару-Жозефу Шапюи в Вервье

Грегуар-Жозеф Шапюи (фр. Grégoire-Joseph Chapuis; 11 апреля 1761, Вервье, Льежское епископство — 2 января 1794, там же) — бельгийский общественный деятель, политик, философ.

## Биография
По профессии медик, был врачом. Занимаясь делами благотворительности, особенно заботился о распространении образования среди низших классов.
Когда в 1789 году в Бельгии разразилась Льежская революция, и князь-епископ люттихский принужден был бежать, Шапюи, имевший большое влияние на народ, восстановил порядок в Вервье. Он сочувствовал идеям революции, но был противником крайних демагогов.
После завоевания Бельгии французами и заключения Кампо-Формийского мира Шапюи стал участвовать в муниципальном самоуправлении. Будучи врачом (он первым выполнил кесарево сечение в Бельгии) и одним из организаторов образования рабочих, стал регистратором актов гражданского состояния в городе Вервье при французском режиме.
После поражения французов при Неервиндене князь-епископ вернулся в Люттих. Вернувшись из Льежа в Вервье, он был арестован и приговорен к смертной казни. Несмотря на просьбы населения, князь-епископ отказался его помиловать, и Шапюи публично казнён на площади Реколле (ныне площадь Мученичества) 2 января 1794 года. Память о нём надолго сохранилась среди населения: площадь, на которой он был казнён и похоронен, получила название Площадь мученика, и на ней в 1880 году была воздвигнута статуя Шапюи. На монументе написано «Умер за независимость гражданской власти».
Грегуар-Жозеф Шапюи считается символом свободомыслия в Бельгии.